# パレオ (上田市)
パレオは、長野県上田市天神一丁目にある、上田駅お城口前のビルである。

## 沿革
1982年に上田駅に北陸新幹線駅の設置が決定したことなどにより、上田市では駅前の土地利用が十分になされていないとして、1983年に発表された上田駅周辺整備構想で建設が構想された。その後、上田駅お城口再開発事業として施行され、総工費約163億円を投入して2003年12月に完成した。

## 施設概要

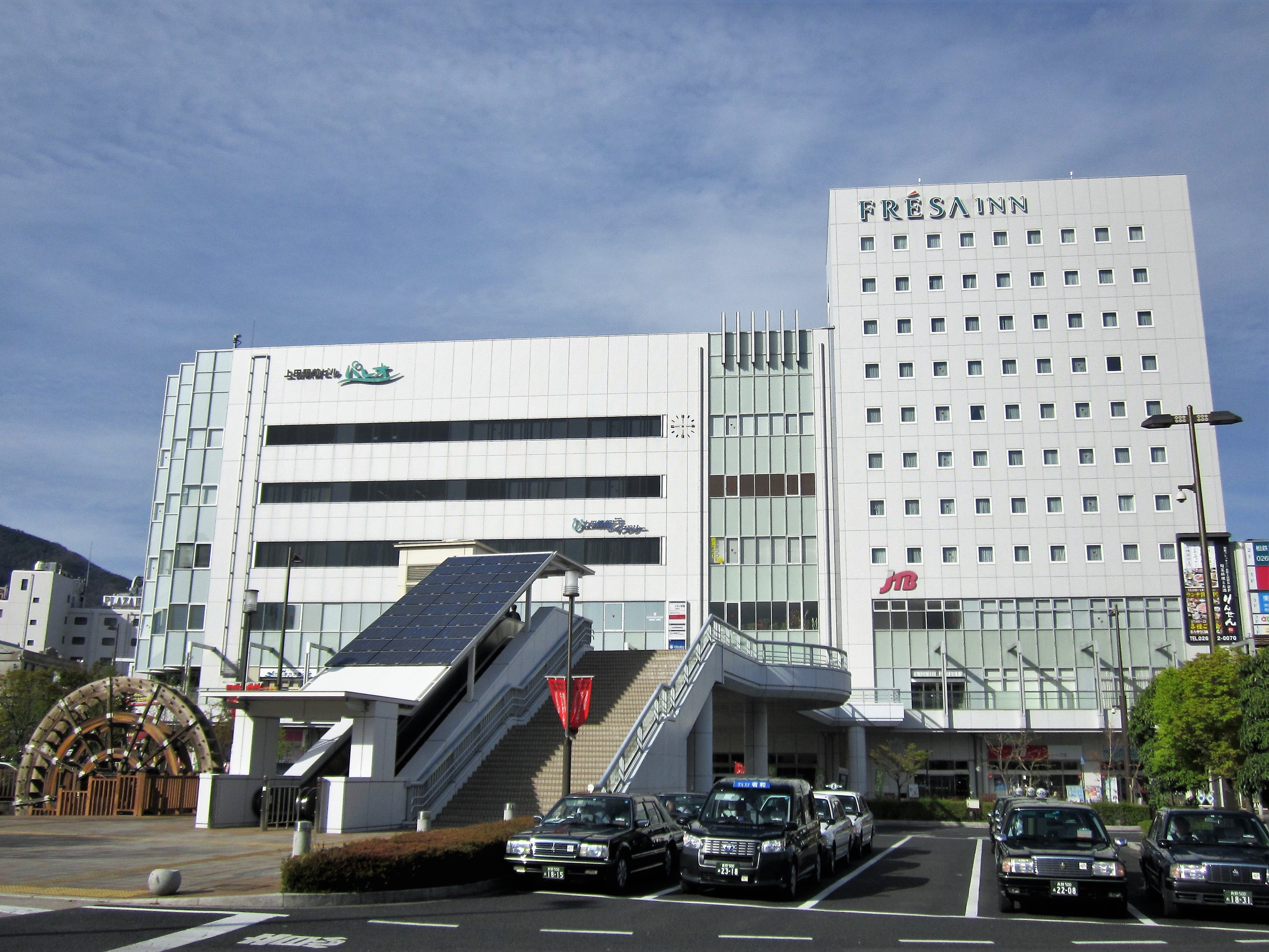
パレオと相鉄フレッサイン

パレオ本棟の詳細なフロア構成は下記フロア欄を参照。
パレオに隣接する11階建てのビルはビジネスホテル相鉄フレッサインが営業を行っている。隣接ビルの下部は商業施設として利用され、3階には長野朝日放送上田支社が入居している。フレッサインの右隣の建物は立体駐車場として建設され、市営お城口第2駐車場として営業している。フレッサインの道路を挟んだ反対側のビルは5階建てであり、1階、2階は商業施設、上部は集合住宅となっている。上田駅前のロータリーとはペデストリアンデッキでパレオ・フレッサインの2階と連絡されており、エスカレーター、エレベーターが設置されている。ロータリー中央部は広場として整備され、ウッドデッキが作られている。川沿いには水車が設置され、電灯の電力として利用されている。またこれは、観光用の物でもあり、ビル全体の発電や動力への利用は行われていない。

## フロア
- 6F - 街角の年金相談センター上田（オフィス）[2]・テナント
- 5F - 長野県企業局　上田発電建設事務所[3]
- 4F - 上田情報ライブラリー（図書館）
- 3F - テナント
- 2F - 上田市供用会議室・テナント（居酒屋、眼鏡店、エステサロン）
- 1F - おみやげ店・化粧品/玩具店・薬局・ほか

## 上田情報ライブラリー
上田情報ライブラリーは上田市立図書館を構成する図書館の一つ。2004年開館。

### 建物構造
- 所在地 - 〒386-0025 上田市天神1丁目8番1号
- 構造 - 鉄筋コンクリート構造
- 延床面積 - 1125m2

### 開館時間
- 平日：午前10時00分 - 午後8時30分
- 土日・祝日：午前10時00分 - 午後6時00分

#### 休館日
毎週火曜日、祝日の振替日、特別整理日、年末年始

## その他
- 「パレオ」という名称は公募で決定された。フランス語で宮殿を意味する「パレ」（Palais）と、憩いの場という意味のオアシスの「オ」を合わせた造語である。[5][6]
- 新幹線開通に伴う再開発前の上田駅前の景観は、「蚕都」と呼ばれていた上田市の特徴的な風景が見られた。現在パレオ、フレッサインが建っている辺りには上田市道が通じ、上田交通本社、上田電鉄タクシー営業所などが入った3階建ての木造ビルの背後に太郎山が見え、この建物の裏手には電気店、旅館、食堂などがあった。いずれも再開発事業に伴い解体、閉店した。
- 2007年7月16日に発生した新潟県中越沖地震では、上田市内で震度 4 を観測した。その影響により、パレオとサンルート（現：フレッサイン）の間に設置されていたステンレスパネルが剥がれる被害が出た（2021年現在は復旧している）。